# Jabonga
Jabonga ist eine Stadtgemeinde in der Provinz Agusan del Norte auf der Insel Mindanao im Süden der Philippinen.

## Geografie
Die Stadtgemeinde liegt im Norden der Provinz Agusan del Norte, an der Küste der Bucht von Butuan und am Südufer des Sees Mainit. Jabonga grenzt im Norden und Osten an die Provinz Surigao del Norte und die Stadtgemeinde Kitcharao. Im Süden grenzen die Stadtgemeinden Tubay und Santiago an Jabonga. Jabonga liegt in der Zone des Klimatyps II der philippinischen Klimaklassifizierung, mit starken Regenfällen und verhältnismäßig niedrigen Temperaturen in den Monaten November bis März und trockerem Klima mit höheren durchschnittlichen Temperaturen von Juni bis September.
Die Stadtgemeinde liegt in einer geologischen Störungszone der Jabonga Fault Line, ohne dass es dadurch bisher zu Schäden durch Erdbeben gekommen ist.

## Geschichte
Um 1580 wurde Jabonga durch den spanischen König als Encomienda an Don Agustin de Cepeda zur treuhänderischen Verwaltung übergeben. Als encomiendero oblagen ihm die Pflichten der religiösen und weltlichen Verwaltung und die Einwohner der Encomienda zu missionieren. Die erste urkundliche Erwähnung stammt aus dem Jahre 1583.
Im 16. Jahrhundert lag Jabonga an der Stelle des Rio de Zampojar, dem heutigen Fluss Colorado.
1622 wurde Jabonga Missionsstation des Augustinerordens. Die Missionsstation stand unter Aufsicht der Kirchengemeinde in Butuan.
Im Laufe des 18. Jahrhunderts kam es wiederholt zu Überfällen der Moros.
Nach der Verwüstung durch einen Taifun im Jahre 1876 wurde die Kirche, sowie der gesamte Ort an der heutigen, höher gelegenen Stelle wieder aufgebaut.
1902 wurden Rebellen der Surigaos, die sich nach Agusan zurückgezogen hatten, in Jabonga sowie Tubay von US-amerikanischen Truppen angegriffen.
Am 1. Juli 1921 wurde Jabonga selbstständige Stadtgemeinde.

## Barangays
Jabonga ist politisch in 15 Barangays unterteilt.
- Baleguian
- Bangonay
- A. Beltran (Camalig)
- Bunga
- Colorado
- Cuyago
- Libas
- Magdagooc
- Magsaysay
- Maraiging
- Poblacion (Jabonga)
- San Jose
- San Pablo
- San Vicente
- Santo Niño